# كونفير 880
كونفير 880 كانت طائرة ضيقة البدن أُنتجت من طرف شركة كونفير التي كانت فرع من شركة جنرل داينمكس ، صممت لمنافسة طائرة بوينغ 707 و طائرة دوغلاس دي سي-8 من خلال كونها أصغر وأسرع، عندما طارت الطائرة لأول مرة بلغت سرعتها حوالي 970 كلم/س، أنتجت 65 طائرة كونفير 880 بين 1959 و 1962 ، ألغت جنرل داينمكس مشروع كونفير 880 لاعتباره غير ناجح، كونفير 990 كانت أفضل و أسرع من كونفير 880 .